# Stuttgart (Arkansas)
Pour les articles homonymes, voir Stuttgart (homonymie).
Pour la ville allemande, voir Stuttgart.
La ville de Stuttgart est le siège du district nord du comté d'Arkansas, l’État de l’Arkansas, aux États-Unis. Sa population s’élevait à 9 326 habitants lors du recensement de 2010, estimée à 8 773 habitants en 2017.
Le siège du district sud du comté est De Witt.

## Démographie
| 1910  | 1920  | 1930  | 1940  | 1950  | 1960  |
| ----- | ----- | ----- | ----- | ----- | ----- |
| 2 740 | 4 522 | 4 927 | 5 628 | 7 276 | 9 661 |

| 1970   | 1980   | 1990   | 2000  | 2010  | - |
| ------ | ------ | ------ | ----- | ----- | - |
| 10 477 | 10 941 | 10 420 | 9 745 | 9 326 | - |

## Source
- (en) Cet article est partiellement ou en totalité issu de l’article de Wikipédia en anglais intitulé « Stuttgart, Arkansas » (voir la liste des auteurs).

1. ↑  « Statistiques des États-Unis - Arkansas - Profils des communautés de 2010 » (consulté en novembre 2020)